# Серая пескарка
Серая пескарка, или малая морская мышь (лат. Callionymus risso), — вид небольших рыб из семейства лировых (Callionymidae).

## Описание
Длина тела до 18 см. Тело удлиненное, низкое, без чешуи, голова и передняя часть туловища уплощённые, задняя часть сжата с боков. В первом спинном плавнике три колючих луча. Голова большая, рыло относительно короткое, обычно меньше диаметра глаза. У самок заметно короче второй спинной плавник. Окраска серая с черными пятнышками и точками. Брюшные, анальный и хвостовой плавники у самцов с чёрной каймой, хвостовой с четырьмя тёмными полосами у самцов и обычно с пятью у самок. Первый спинной плавник тёмный, вдоль второго имеется ряд чёрных точек. У самцов со сложившимися половыми железами встречается брачный наряд: первый спинной плавник приобретает оранжевый, брюшные — голубой цвет.

## Ареал
Распространение вида: Восточная Атлантика от Португалии до Гибралтара, Эгейское, Средиземное, Адриатическое, Чёрное моря.

## Биология
Морская донная рыба прибрежных вод, которая выдерживает значительное опреснение морской воды. Живет преимущественно на участках с плотным песчаным грунтом, при опасности и часто днем закапывается в него. Держится на глубинах до 8-22 м, при охлаждении воды откочевывает глубже, в холодные зимы массово гибнет. У берегов встречается с апреля по октябрь. Размножение с конца мая до середины сентября при температуре воды 10,0-24,5 °С, с пиком в июне. Нерест порционный, проходит на мелководье. Икра пелагическая, инкубация отловленной в море икры при температуре воды 21-24 °С длилась около суток. Личинки ведут пелагический образ жизни, встречаются на расстоянии до 7,5-10 морских миль от берегов, но в возрасте двух недель, при длине тела 6-7 мм, они постепенно опускаются на дно. Молодь питается мелкими представителями фитопланктона и зоопланктона. Взрослые питаются крупными ракообразными.